# Tupolev Tu-204

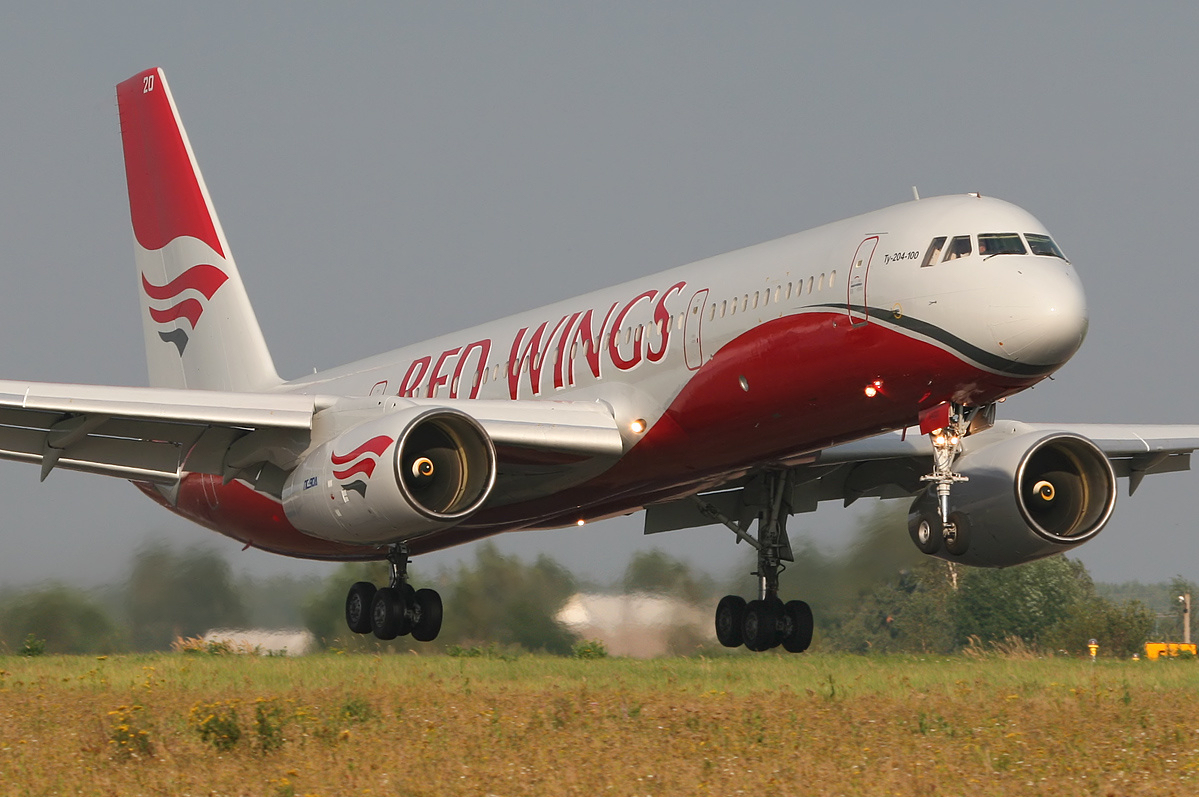
Tu-204 tillhörande Red Wings Airlines.

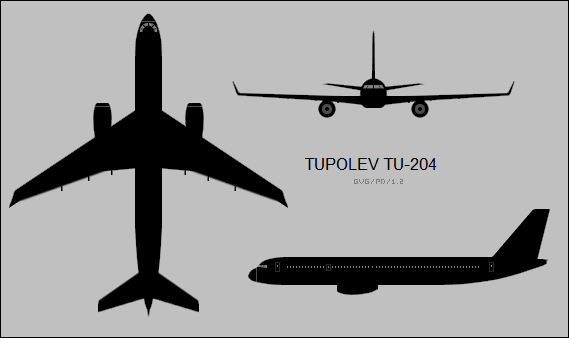
Ritning av Tupolev Tu-204.

Tupolev Tu-204 är ett tvåmotorigt jetdrivet frakt- eller passagerarflygplan ritat av den ryska designbyrån Tupolev. Flygplanet liknar Boeing 757 och tar upp till 212 passagerare. Planet flögs för första gången 1989 och har hittills byggts i 62 exemplar, sålt till bland annat Egypten och flygs i Ryssland av Sibir Airlines. Flygplanet tillverkas i Uljanovsk av tillverkaren Aviastar och flyger med samma motorer (Aviadvigatel PS-90) som fyrmotoriga Iljusjin Il-96. Tupolev Tu-214 är i princip samma flygplan men med Rolls Royce-motorer, men det tillverkas i staden Kazan av tillverkaren KAPO. Dessutom används det som ryske presidentens flyg.

## Olyckor
Den 29 december 2012 kl.16:35 lokal tid (12:35 GMT), havererade Red Wings Flight 9268, en TU-204 (RA-64047, cn 1450743164047) efter att ha glidit av landningsbanan på flygplatsen Vnukovo efter en flygning från Pardubice Airport i Tjeckien. Planet bröts itu och tog eld efter landning. Det var endast 12 i besättningen ombord. Flygplanet byggdes 2008. Ett annat exemplar havererade den 22 mars 2010 i Moskva i samband med landning på en flygning från Egypten, ombord på planet var enbart besättningen.